# Stephen Neale

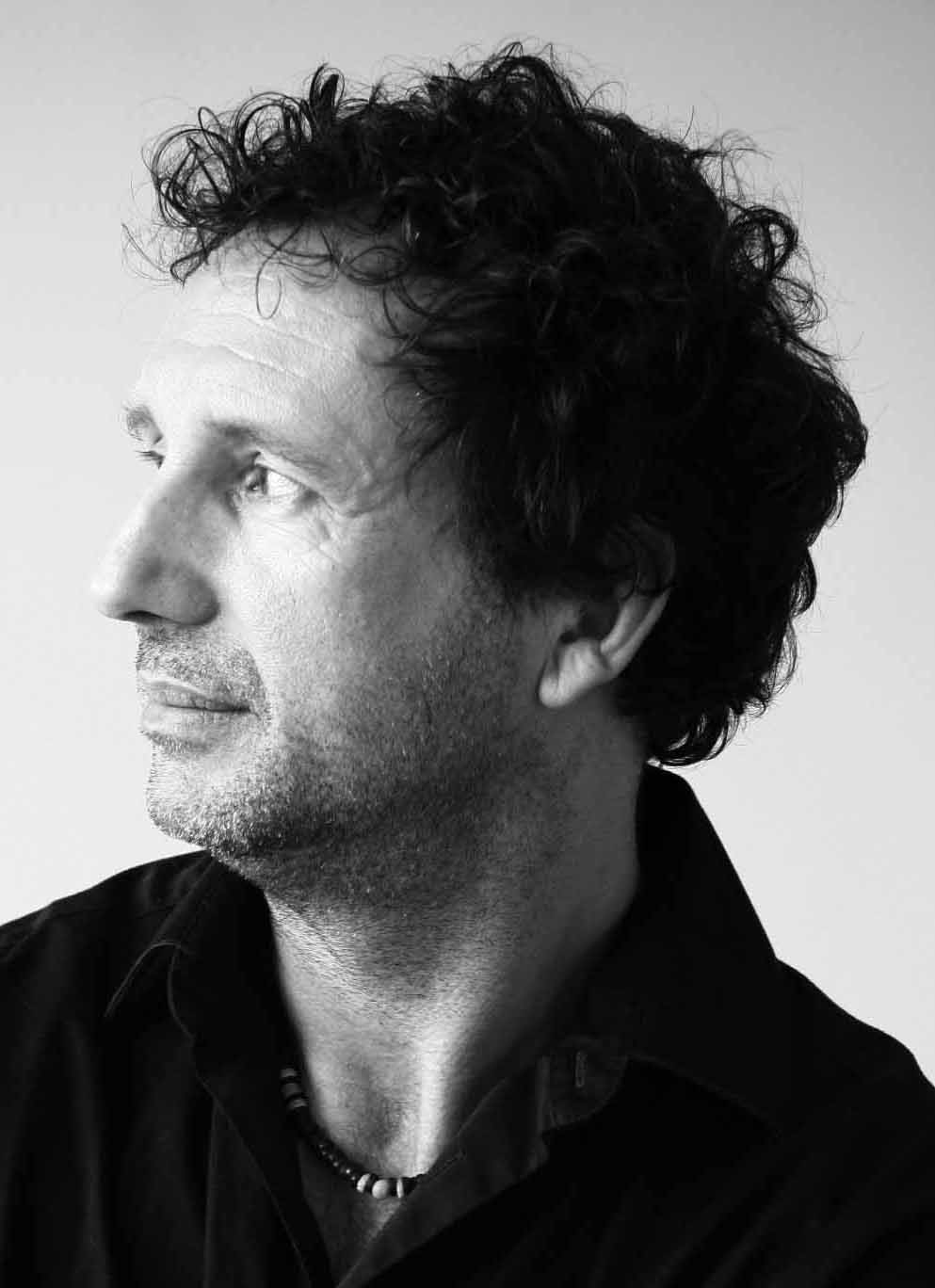
Neale in 2007

Stephen Roy Albert Neale (9 januari 1958) is professor in de filosofie aan de Rutgers Universiteit in New Jersey. Hij is een specialist in de taalfilosofie, die uitgebreid heeft geschreven over betekenis en interpretatie. Hij schrijft ook over de geschiedenis van analytische filosofie en is een van de leidinggevende autoriteiten ter wereld op het gebied van de descriptietheorie (theory of descriptions) van Bertrand Russell, van de filosofieën van Paul Grice en Donald Davidson en van de complexiteit van de formele argumenten in logica die bekendstaat als katapultargumenten (slingshot arguments). Zijn bekendste werken zijn de boeken Descripitons (1990) en Facing Facts (2001), en de artikelen "Meaning, Grammar, and Indeterminacy" (1987) en "Term Limits" (1993). 

## Academische carrière
Neale heeft per 11 mei 2007 de Kornblith leerstoel aanvaard aan het Graduate Center, CUNY. In 1999 is Neale bij de Rutgers faculteit gaan werken als professor in de filosofie. Daarvoor was hij van 1990 tot 1999 professor in de filosofie aan de Universiteit van Californië, Berkeley, van 1996 tot 1997 professor in de filosofie aan het Berkbeck College van de Universiteit van Londen en vanaf 1988 tot 1990 assistent professor in de filosofie aan de Princeton Universiteit. Hij promoveerde in de filosofie in 1988  aan de Stanford Universiteit, waar hij onder toezicht van John Perry werkte. In 2002 won hij een Guggenheim-beurs, in 1998 een ‘National Endowment for the Humanities’-beurs, en in 1995 een zogenaamde Scholar-in-Residence-beurs van de Rockefeller Stichting en een gastprofessoraat aan talloze instituten zoals de universiteiten van Stanford, Oxford, London, Oslo, Stockholm en IJsland.

## Werk
Neale schrijft voornamelijk over de filosofie van taal, breed geïnterpreteerd, waardoor een betekeniskruising plaatsvindt met de generatieve taalkunde, de filosofie van de geest, cognitieve wetenschap, filosofische logica, metafysica, theorie van juridische interpretatie en literaire theorie. Filosofische problemen over interpretatie, context, structuur en representatie vormen de samenhang in het werk van Neale. Hij verdedigt met hand en tand de descriptietheorie van Russell, beschrijvende theorieën van anafora, de op intentie gebaseerde theorie van betekenis van Paul Grice en een algemene benadering van betekenis en interpretatie die hij linguistic pragmatism noemt.
Zijn invloedrijkste werk tot nu toe gaat over onderdeterminatie en onbepaaldheid (indeterminacy) in verband met het gebruik van zogenaamde niet complete beschrijvingen (een thema dat terugkomt in veel van zijn werk – van zijn boek uit 1990 Descriptions tot zijn scripties uit 2005 "This, That, and the Other" en "A Century Later"), en over een katapultargument dat oorspronkelijk werd gebruikt door Kurt Gödel (onderzocht in zijn boek uit 2001 Facing Facts). Neale is een intentionalist en pragmatist op het gebied van de interpretatie van spraak en schrijven, en wat dit betreft is zijn werk diep geworteld in de griceaanse traditie. Terwijl hij waarschijnlijk quineaans is in zijn houding ten opzichte van onbepaaldheid op het gebied van betekenis, is Neale chomskyaans in zijn empirische houding ten opzichte van syntaxis en mentale representatie. Aspecten van syntactische theorie en formele logica zijn overduidelijk aanwezig in delen van zijn werk. In het werk van Neale is eerder een realistisch dan een pragmatisch standpunt te herkennen, hoewel hij openlijk agnostisch is op het gebied van de verklarende waarden van het zich beroepen op individuele feiten in filosofische gesprekken over waarheid.

## Keuze uit zijn publicaties

### Boeken
- Descriptions MIT Press, 1993 (oorspronkelijk gepubliceerd in 1990). ISBN 0-262-64031-7
- Facing Facts Oxford University Press, 2002 (oorspronkelijk gepubliceerd in 2001). ISBN 0-19-924715-3
- Mind (ed.) Speciale uitgave ter herdenking van de 100e jubileum van Russell's "On Denoting" Oxford University Press, 2005

### Artikelen
- A Century Later. In Mind 114, 2005, pp. 809-871.
- This, That, and the Other. In Descriptions and Beyond. Oxford University Press, 2004, pp. 68–182.
- On Location. In Situating Semantics: Essays in Honour of John Perry. MIT Press 2007, pp. 251–393
- Pragmatism and Binding. In Semantics versus Pragmatics. Oxford University Press, 2005, pp. 165–286.
- No Plagiarism Here. Times Literary Supplement. February 9, 2001, pp. 12–13.
- Logical Form and LF. In Noam Chomsky: Critical Assessments. Routledge and Kegan Paul, 1993, pp. 788–838.
- Term Limits. Philosophical Perspectives 7, 1993, pp. 89-124.
- Paul Grice and the Philosophy of Language. Linguistics and Philosophy15, 5, 1992, pp. 509–59.
- Meaning, Grammar, and Indeterminacy. Dialectica 41, 4, 1987, pp. 301–19.

### Secundaire literatuur
- Preyer, G. & Peter, G., "Slingshot Arguments and the End of Representations", Protosociology, Vol. 23 (2006), p. 5-11, DOI:10.5840/protosociology2006231